# Wayne Reynolds

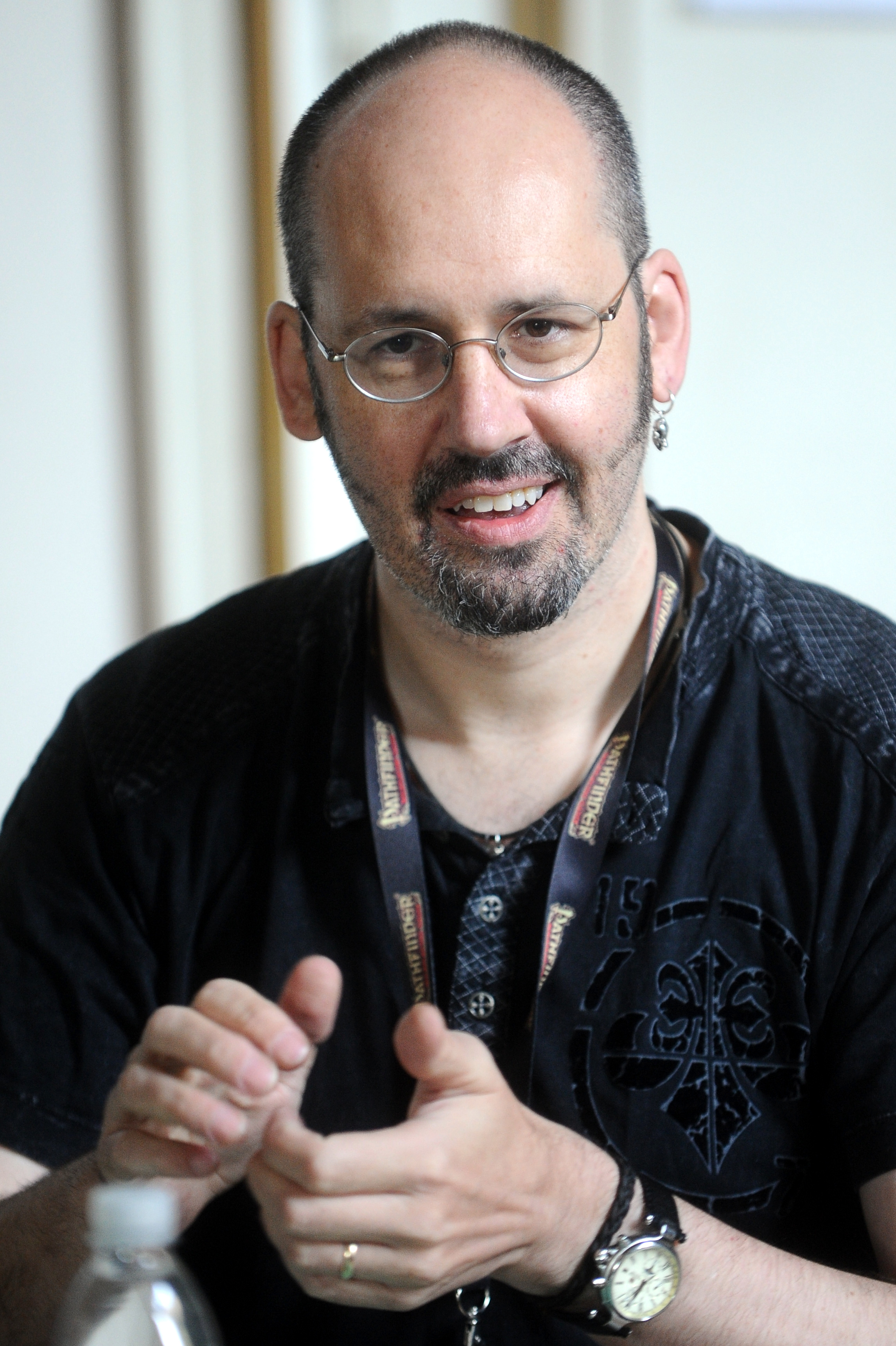
Wayne Reynolds a Lucca Comics & Games 2014.

Wayne Reynolds (Leeds, ...) è un illustratore britannico, le cui opere sono apparse in fumetti e giochi di ruolo.

## Primi anni ed educazione
Wayne Reynolds è nato a Leeds, nel Regno Unito ed ha frequentato la facoltà di arte presso Dewsbury e Middlesbrough.

## Giochi
Wayne Reynolds ha continuato a produrre illustrazioni per numerosi libri di Dungeons & Dragons e per la rivista Dragon sin dal 1999, oltre a disegnare le copertine per Deep Dwarven Delve (1999), Reverse Dungeon (2000), Complete Warrior (2003) e numerosi libri per la campagna di Eberron. Ha inoltre realizzato disegni e immagini per molti giochi, fra cui Pendragon (Chaosium), Rolemaster (Iron Crown Enterprises) e la linea GameMastery (Paizo Publishing), ed ha firmato numerose illustrazioni per il gioco di carte collezionabili Magic: l'Adunanza.

## Fumetti
Reynolds ha inoltre realizzato lavori per alcuni fumetti britannici, in particolar modo per 2000 AD, Sláine e Giudice Dredd. Ha inoltre collaborato con i creatori di 2000 AD su Warhammer Monthly sulle storie The Redeemer e Kal Jerico.

## Opere
Fra i suoi lavori si possono citare:
- Sláine (con Pat Mills):
  - "The Banishing" (in 2000 AD #1108-1109, 1998)
  - "The Triple Death" (in 2000 AD #1111, 1998)
- The Redeemer (con Pat Mills/Debbie Gallagher, Black Library, in Warhammer Monthly #16 (prelude), 18, 20, 22, Giugno–Settembre 1999, tpb, 96 pagine, 2000, ISBN 1-84154-120-6, included in tpb, 104 pagine, 2003, ISBN 1-84154-274-1)
- Pulp Sci-Fi: "Endangered Species" (con Kek-W, in 2000 AD #1171, Novembre 1999)
- Giudice Dredd:
  - "The Triple Death" (con Alan Grant, in 2000 AD #1182, Marzo 2000)
  - "Dead Ringer" (con John Wagner, in Judge Dredd Megazine vol. 3 #66, Giugno 2000)
  - "Flippers" (con John Wagner, in Judge Dredd Megazine vol. 4 #7-8, Febbraio–Marzo 2002)
- Tharg's Future Shocks: "Dwellers in the Depths" (with Steve Moore, in 2000 AD #1206, Agosto 2000)
- Kal Jerico (con Gordon Rennie, in Warhammer Monthly #28-29, 31, 34, 36-37, 45, 56-59, 63-66, Marzo–Aprile, Giugno, Settembre, Novembre–Dicembre 2000, Agosto 2001, Giugno–Settembre 2002, Dicembre 2002 - Marzo 2003, early stories collected in Kal Jerico II: Contracts and Agendas, 54 pagine, 2001, ISBN 1-84154-209-1, queste ed altre incluse in Kal Jerico: Underhive Bounty Hunter, serie Necromunda, Black Library, 176 pagine, 2005, ISBN 1-84416-254-0)
- Mean Machine: "Support Yore Local Bastich" (con Gordon Rennie, in Judge Dredd Megazine vol. 3 #75, Marzo 2001)
- Missionary Man: "Silence" (con Gordon Rennie, in Judge Dredd Megazine vol. 3 #77, Maggio 2001)
- Crimson Tide (con Gordon Rennie, in Warhammer Monthly #86, Dicembre 2004)